# Amtsgericht Züllichau
Das Amtsgericht Züllichau war ein preußisches Amtsgericht mit Sitz in Züllichau, Provinz Brandenburg.

## Geschichte
Ab 1849 war das königliche Kreisgericht Züllichau das zuständige Gericht. Übergeordnet war das Appellationsgericht Frankfurt a. d. Oder als Appellationsgericht. Im Rahmen der Reichsjustizgesetze wurden diese Gerichte aufgehoben und reichsweit einheitlich Oberlandes-, Land- und Amtsgerichte gebildet. Das königlich preußische Amtsgericht Züllichau wurde mit Wirkung zum 1. Oktober 1879 als eines von zehn Amtsgerichten im Bezirk des Landgerichtes Guben im Bezirk des Kammergerichtes gebildet. Der Sitz des Gerichtes war die Stadt Züllichau. Sein Gerichtsbezirk umfasste den Landkreis Züllichau ohne die Teile, die dem Amtsgericht Schwiebus zugeordnet waren sowie der Amtsbezirk Pommerzig aus dem Landkreis Crossen. Am Gericht bestanden 1880 drei Richterstellen. Das Amtsgericht war damit ein mittelgroßes Amtsgericht im Landgerichtsbezirk.
Nach dem Zweiten Weltkrieg wurde der Gerichtsbezirk des Amtsgerichtes Züllichau unter polnische Verwaltung gestellt. Damit endete die Geschichte des Amtsgerichtes Züllichau. Unter polnischer Verwaltung entstand das Sąd Rejonowy w Sulęcinie (1950–1975: Sąd Powiatowy w Sulęcinie).